# Moen (Belgique)
Pour les articles homonymes, voir Moen.
Moen est une section de la commune belge de Zwevegem située en province de Flandre-Occidentale.  C'était une commune à part entière avant la fusion des communes de 1977.

## Géographie
Moen est limitrophe des localités suivantes : Zwevegem, Heestert, Espierres, Bossuit et Saint-Genois.
Le village est traversé par le canal Bossuit-Courtrai qui relie l'Escaut à la Lys.

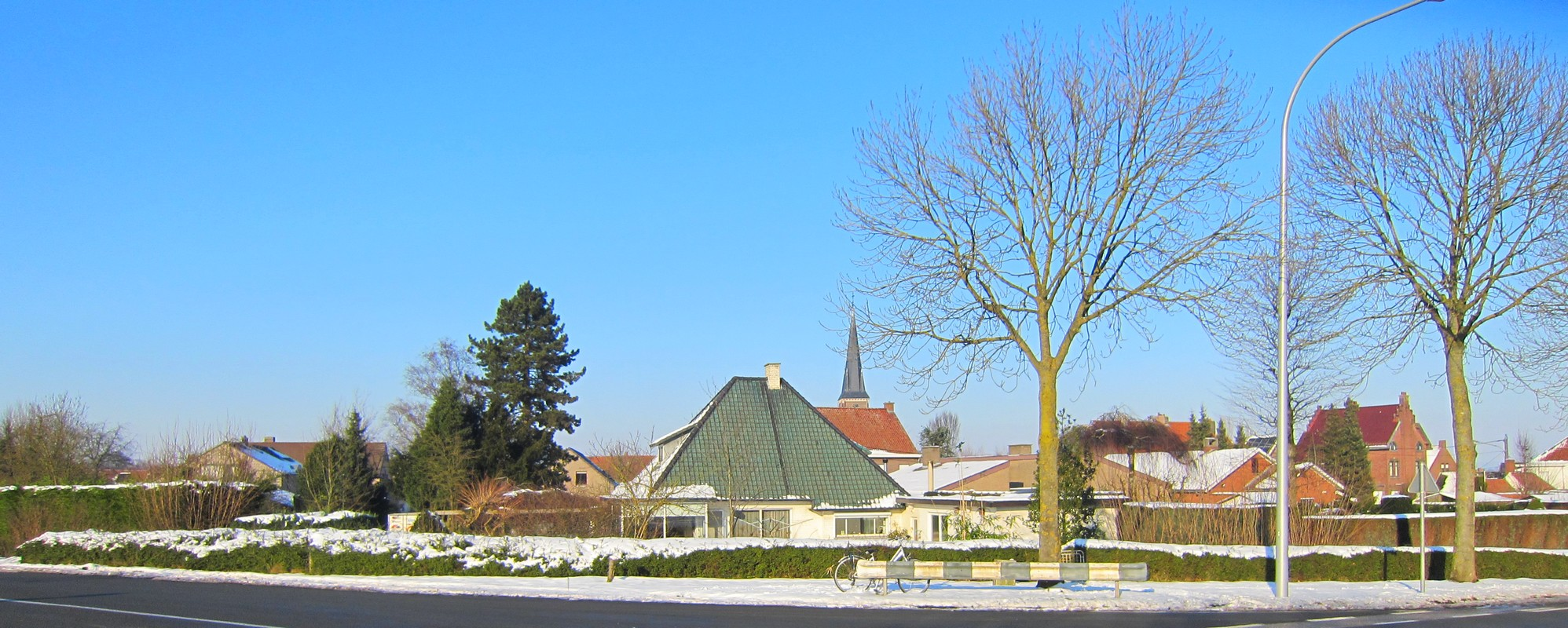
Moen en Flandre

## Démographie

### Évolution démographique
- Sources : INS, Rem. : 1831 jusqu'en 1970 = recensements, 1976 = nombre d'habitants au 31 décembre[3].

## Toponymie
La première mention de Moen est Mulnis en 988, puis Mosnes vers 1175 et Molnes en 1218.

## Curiosités
- L'église Saint-Éloi
- Le pont-levis Saint-Pierre (Sint-Pietersophaalbrug)
- Le musée du folklore
- Deux réserves naturelles :
  - De Vaarttaluds (12 ha)
  - De Oude Spoorwegberm (5 ha)